# Gestão econômica
GECON ou modelo Gestão Econômica é um modelo de mensuração de custos baseado em gestão por resultados econômicos. Também conhecido por Grid Economics and Business Models Works.
Idealizado pelo Prof. Armando Catelli no final dos anos setenta vislumbrando a necessidade de adequação dos modelos da administração das organizações à realidade empresarial e também a ineficácia dos sistemas de contabilidade e de custos para o apoio do processo decisório.
Para implantação do Modelo de mensuração de custos GECON é necessário o uso de um aplicativo para controlar e mensurar os custos econômicos e financeiros da empresa. Basicamente a apuração do resultado econômico de cada setor da empresa é comparado com o resultado de outros setores onde a análise de custos x resultados são fundamentais para busca de uma constante eficiência x eficácia nos processos.
Sua estrutura básica pode ser descrita como:
- Medida da Eficácia da Empresa
- Processo de Geração do Lucro
- Responsabilidade pela Geração do Lucro
- Papel dos Gestores
- Informação para Gestão
- Aspectos Operacionais, Financeiros e Econômicos das Atividades